# Evippa douglasi
Evippa douglasi là một loài nhện trong họ Lycosidae.
Loài này thuộc chi Evippa. Evippa douglasi được Henry Roughton Hogg miêu tả năm 1912.